# Utfartsblocksignal
En utfartsblocksignal reglerar ett tågs gång från en järnvägsstation ut på en sträcka med linjeblockering. 
Utfartsblocksignalen står i regel vid stationsgränsen och föregås ofta mellansignaler innanför utfartsväxlarna.